# ФК «Крылья Советов» Куйбышев в сезоне 1986
Сезон 1986 — 43-й сезон «Крыльев Советов», в том числе 5-й сезон в третьем по значимости дивизионе СССР. По итогам чемпионата команда заняла 1-е место. 

## Статистика сезона
- 28 июня команда провела свой 1300-й матч во всех чемпионатах страны (с «Дружбой» из Йошкар-Олы — 4:0).
- 3 августа Юрий Устинов забил 1600-й гол команды во всех чемпионатах (в ворота кировского «Динамо»).

## Чемпионат СССР (вторая лига)

### Чемпионат СССР по футболу 1986 (вторая лига, 2 зона)

#### Турнирная таблица
| Место | Команда                     | И  | В  | Н  | П | Мячи  | О  |
| ----- | --------------------------- | -- | -- | -- | - | ----- | -- |
| 1     | «Крылья Советов» (Куйбышев) | 32 | 21 | 4  | 7 | 55-27 | 46 |
| 2     | «Зенит» (Устинов)           | 32 | 18 | 10 | 4 | 49-22 | 46 |
| 3     | «Звезда» (Пермь)            | 32 | 17 | 8  | 7 | 47-23 | 42 |
| 4     | «Уралмаш» (Свердловск)      | 32 | 15 | 11 | 6 | 55-38 | 41 |
| 5     | «Рубин» (Казань)            | 32 | 16 | 8  | 8 | 50-33 | 40 |

#### Результаты матчей
| 25 апреля 1986 1 тур | «Крылья Советов» (Куйбышев) | 2:1 | «Уралец» (Нижний Тагил) | Куйбышев |

| 28 апреля 1986 2 тур | «Крылья Советов» (Куйбышев) | 1:1 | «Уралмаш» (Свердловск) | Куйбышев                          |
|                      |                             |     |                        | Стадион: Металлург Зрителей: 4500 |

| 10 мая 1986 4 тур | «Турбина» (Брежнев) | 0:2 | «Крылья Советов» (Куйбышев) | Брежнев |
|                   |                     |     | Гармашов Попов (пен.)       |         |

| 21 мая 1986 6 тур | «Торпедо» (Тольятти) | 0:1 | «Крылья Советов» (Куйбышев) |  |

| 04 июня 1986 7 тур | «Крылья Советов» (Куйбышев) | 1:0 | «Гастелло» (Уфа) | Куйбышев                          |
|                    | Гармашов 77′                |     |                  | Стадион: Металлург Зрителей: 1700 |

| 07 июня 1986 8 тур | «Крылья Советов» (Куйбышев) | 2:0 | «Металлург» (Магнитогорск) | Куйбышев |

| 17 июня 1986 9 тур | «Светотехника» (Саранск) | 0:3 | «Крылья Советов» (Куйбышев) | Саранск |

| 20 июня 1986 10 тур | «Рубин» (Казань) | 2:1 | «Крылья Советов» (Куйбышев) | Казань |

| 25 июня 1986 11 тур | «Крылья Советов» (Куйбышев) | 1:0 | «Сталь» (Чебоксары) | Куйбышев                          |
|                     |                             |     |                     | Стадион: Металлург Зрителей: 8000 |

| 28 июня 1986 12 тур | «Крылья Советов» (Куйбышев) | 4:0 | «Дружба» (Йошкар-Ола) | Куйбышев |

| 03 июля 1986 13 тур | «Зенит» (Устинов) | 2:1 | «Крылья Советов» (Куйбышев) | Устинов |

| 06 июля 1986 14 тур | «Звезда» (Пермь) | 3:0 | «Крылья Советов» (Куйбышев) | Пермь                                         |
|                     |                  |     |                             | Стадион: Центральный им. Ленинского комсомола |

| 11 июля 1986 15 тур | «Крылья Советов» (Куйбышев) | 1:0 | «Торпедо» (Курган) | Куйбышев |

| 14 июля 1986 16 тур | «Крылья Советов» (Куйбышев) | 2:1 | «Локомотив» (Челябинск) | Куйбышев |

| 19 июля 1986 17 тур | «Динамо» (Киров) | 1:0 | «Крылья Советов» (Куйбышев) | Киров |

| 22 июля 1986 18 тур | «Химик» (Дзержинск) | 1:3 | «Крылья Советов» (Куйбышев)                    | Дзержинск                                      |
|                     | Анисимов 30′        |     | Кочергин 16′ · Гармашев 40′ · Семин 63' (авт.) | Стадион: Химик Судья: Александр Лунин (Москва) |

| 03 августа 1986 19 тур | «Крылья Советов» (Куйбышев) | 3:0 | «Динамо» (Киров) |  |

| 06 августа 1986 20 тур | «Крылья Советов» (Куйбышев) | 2:0 | «Химик» (Дзержинск) |  |

| 12 августа 1986 21 тур | «Торпедо» (Курган) | 0:1 | «Крылья Советов» (Куйбышев) |  |

| 15 августа 1986 22 тур | «Локомотив» (Челябинск) | 2:1 | «Крылья Советов» (Куйбышев) |  |

| 21 августа 1986 23 тур | «Крылья Советов» (Куйбышев) | 0:1 | «Звезда» (Пермь) |  |

| 24 августа 1986 24 тур | «Крылья Советов» (Куйбышев) | 2:1 | «Зенит» (Устинов) |  |

| 29 августа 1986 25 тур | «Сталь» (Чебоксары) | 1:1 | «Крылья Советов» (Куйбышев) |  |

| 01 сентября 1986 26 тур | «Дружба» (Йошкар-Ола) | 3:4 | «Крылья Советов» (Куйбышев) |  |

| 06 сентября 1986 27 тур | «Крылья Советов» (Куйбышев) | 1:0 | «Светотехника» (Саранск) |  |

| 09 сентября 1986 28 тур | «Крылья Советов» (Куйбышев) | 2:0 | «Рубин» (Казань) |  |

| 15 сентября 1986 29 тур | «Гастелло» (Уфа) | 0:0 | «Крылья Советов» (Куйбышев) |  |

| 18 сентября 1986 30 тур | «Металлург» (Магнитогорск) | 1:2 | «Крылья Советов» (Куйбышев) |  |

| 24 сентября 1986 31 тур | «Крылья Советов» (Куйбышев) | 2:1 | «Торпедо» (Тольятти) |  |

| 06 октября 1986 34 тур | «Крылья Советов» (Куйбышев) | 5:0 | «Турбина» (Брежнев) |  |

| 12 октября 1986 35 тур | «Уралец» (Нижний Тагил) | 3:3 | «Крылья Советов» (Куйбышев) |  |

| 15 октября 1986 36 тур | «Уралмаш» (Свердловск) | 2:1 | «Крылья Советов» (Куйбышев) |  |

| 19 октября 1986 Матч за 1-е место | «Крылья Советов» (Куйбышев) | 0:0 (пен.5:4) | «Зенит» (Устинов) |  |

### Финальный турнир (Финал «А»)

#### Турнирная таблица
| Место | Команда                     | И | В | Н | П | Мячи | О |
| ----- | --------------------------- | - | - | - | - | ---- | - |
| 1     | «Крылья Советов» (Куйбышев) | 4 | 3 | 1 | 0 | 4-1  | 7 |
| 2     | «Кяпаз» (Кировабад)         | 4 | 1 | 1 | 2 | 4-11 | 3 |
| 3     | «Красная Пресня» (Москва)   | 4 | 1 | 0 | 3 | 9-5  | 2 |

#### Результаты матчей
| 29 октября 1986 | «Красная Пресня» (Москва) | 0:1 | «Крылья Советов» (Куйбышев) | Москва             |
|                 |                           |     | Бабанов ?                   | Зрителей: ЛФК ЦСКА |

| 04 ноября 1986 | «Кяпаз» (Кировабад) | 0:0 | «Крылья Советов» (Куйбышев) | Кировабад          |
|                |                     |     |                             | Стадион: Городской |

| 11 ноября 1986 | «Крылья Советов» (Куйбышев) | 1:0 | «Красная Пресня» (Москва) | Куйбышев           |
|                | Попов ?                     |     |                           | Стадион: Металлург |

| 19 ноября 1986 | «Крылья Советов» (Куйбышев) | 2:1 | «Кяпаз» (Кировабад) | Куйбышев           |
|                | Гармашов ? · Бабанов ?      |     | Агранович ?         | Стадион: Металлург |

## Кубок СССР 1986/1987

### Результаты матчей
| 02 мая 1986 1/64 | «Крылья Советов» (Куйбышев) | 1:0 | «Спартак» (Орджоникидзе) |  |

| 09 мая 1986 1/32 | «Котайк» (Абовян) | 1:0 | «Крылья Советов» (Куйбышев) |  |

## Чемпионат РСФСР среди команд второй лиги
Новороссийск, ноябрь
| М | Команда                   | 1 | 2   | 3   | 4   | 5   | И | В | Н | П | М   | О |
| - | ------------------------- | - | --- | --- | --- | --- | - | - | - | - | --- | - |
| 1 | «Металлург» Липецк        |   | 2:1 | 1:1 | 2:0 | 0:0 | 4 | 2 | 2 | 0 | 5-2 | 6 |
| 2 | «Сокол» Саратов           |   |     | 4:0 | 1:1 | 3:0 | 4 | 2 | 1 | 1 | 9-3 | 5 |
| 3 | «Крылья Советов» Куйбышев |   |     |     | 1:1 | 3:0 | 4 | 1 | 2 | 1 | 5-6 | 4 |
| 4 | «Геолог» Тюмень           |   |     |     |     | 2:1 | 4 | 1 | 2 | 1 | 4-5 | 4 |
| 5 | «Арсенал» Тула            |   |     |     |     |     | 4 | 0 | 1 | 3 | 1-8 | 1 |

- победитель зоны 1➤ команда «Красная Пресня» Москва в связи с отказом заменёна на второго призёра «Арсенал» Тула

## Международный турнир по футболу, посвященный 400 летию городаКуйбышев
| 26 июля 1986 1 тур | Крылья Советов | 3:1 | Берое |  |

| 27 июля 1986 2 тур | Крылья Советов | 3:0 | Старт (Ульяновск) |  |

| 29 июля 1986 3 тур | Крылья Советов | 5:1 | Торпедо (Тольятти) |  |